# Josef Korbelář
Josef Korbelář (13. září 1914 Horní Sytová – 25. listopadu 1943 Vratislav) byl český důstojník a odbojář z období druhé světové války popravený nacisty.

## Život

### Před druhou světovou válkou
Josef Korbelář se narodil 13. září 1914 v Horní Sytové na Semilsku v rodině železničáře Františka Korbeláře a Alžběty, rozené Schneeweisové. Vystudoval Vyšší průmyslovou školu v Košicích. Stal se vojákem z povolání, v Československé armádě dosáhl hodnosti poručíka technické zbrojní služby a sloužil u Dělostřeleckého pluku 111 v Košicích.

### Druhá světová válka
Po německé okupaci a zrušení Československé armády byl Josef Korbelář zařazen jako úředník přejímací komise brněnské Zbrojovce. Zapojil se do protinacistického odboje v organizaci Obrana národa a z titulu své funkce se spolupodílel na zcizování a úkrytu zbraní ze zbrojovky. U svého strýce rovněž bývalého důstojníka Josefa Horáka, u kterého bydlel, ukryl dva kulomety, náboje a plány. Následně působil jako učitel na průmyslové škole v Kladně a pokračovací škole opět v Brně, v roce 1941 se oženil s Danou Placarovou. Poté co gestapo rozkrylo struktury Obrany národa na Brněnsku, byl Josef Korbelář 1. dubna 1943 zatčen. Společně s ním byl zatčen i jeho tchán Karel Placar. Materiál ukrytý u strýce byl gestapem nalezen. Vězněn byl v brněnských Kounicových kolejích, od července 1943 v Breslau. Dne 22. října téhož roku byl lidovým soudem odsouzen k trestu smrti za velezradu a napomáhání nepříteli a dne 25. listopadu společně se svými pěti spolupracovníky včetně strýce Josefa Horáka v Breslau popraven. Karel Placar byl vězněn ve Zwickau a dožil se konce druhé světové války.